# (1792) Reni
(1792) Reni est un astéroïde de la ceinture principale.

## Description
(1792) Reni est un astéroïde de la ceinture principale. Il fut découvert le 24 janvier 1968 à Nauchnyj par Lioudmila Tchernykh. Il présente une orbite caractérisée par un demi-grand axe de 2,78 UA, une excentricité de 0,28 et une inclinaison de 9,0° par rapport à l'écliptique.

## Compléments